# HD211797
HD211797 — хімічно пекулярна зоря спектрального класу A9, що має видиму зоряну величину в смузі V приблизно  6,2.
Вона  розташована на відстані близько 214,7 світлових років від Сонця
й віддаляється від нас зі швидкістю близько 7км/сек. Дана зоря є компонентою подвійної системи.